# 3DLabs P10
Die 3DLabs P10 VPU (Visual Processing Unit) ist der erste voll programmierbare Grafikprozessor. 3DLabs verwendete diesen Grafikchip ausschließlich auf Grafikkarten der Wildcat VP Serie.

## Aufbau
Eine P10 VPU besteht aus zweihundert einzelnen 32-Bit Vektorprozessoren, die zusammen eine Rechenleistung von 200 GFLOPS bzw. 1,2 TeraOPs erreichen. Durch die hohe Flexibilität kann die Rechenleistung dieser Vektorprozessoren nach Bedarf aufgeteilt werden.

## Features
Der P10 bietet Virtual Texturing und kann somit 16 GB virtuellen Speicher adressieren. Auch verfügt er als einer der ersten Grafikchips über ein 256 Bit Speicherinterface.
Der Chip unterstützt DirectX 8.1 mit Vertex-Shader 1.1 und Pixel-Shader 1.2 sowie OpenGL 2.0.